# Катунино (Костромская область)
Катунино — деревня в составе Ивановского сельского поселения Шарьинского района Костромской области России.

## География
Деревня расположена на автодороге Урень — Шарья — Никольск — Котлас Р157, на берегу речки Поломной (или Поломы).

## История
В середине XIX века деревня Катунка входила в состав вотчины княгини П. Н. Ширинской-Шихматовой.
Согласно Спискам населенных мест Российской империи в 1872 году деревня относилась к 2 стану Ветлужского уезда Костромской губернии и располагалась на почтовом тракте из Ветлуги в город Никольск. В ней числилось 20 дворов, проживало 118 мужчин и 130 женщин.
Согласно переписи населения 1897 года в деревне проживало 360 человек (157 мужчин и 203 женщины).
Согласно Списку населенных мест Костромской губернии в 1907 году деревня относилась к Печенкинской волости Ветлужского уезда Костромской губернии. По сведениям волостного правления за 1907 год в деревне числилось 72 крестьянских двора и 418 жителей. В деревне имелись школа, красильный завод и два овчинных завода. Основными занятиями жителей деревни были лесной промысел и извоз.
До 2010 года являлась административным центром Катунинского сельского округа.

## Население
| 2008 | 2010 | 2014 | 2024 |
| ---- | ---- | ---- | ---- |
| 146  | ↗151 | ↘127 | ↘63  |